# بنيوية (فلسفة العلوم)
البنيوية (تُعرف أيضًا بالبنيوية العلمية أو مفهوم النظرية البنيوية) هي برنامج بحث فعّال في فلسفة العلوم، التي طُورت في أواخر ستينيات القرن التاسع عشر وخلال سبعينيات القرن العشرين من قبل العديد من الفلاسفة التحليليين.

## لمحة عامة
تؤكد البنيوية أن مختلف جوانب الواقع يمكن فهمها بشكل أفضل من خلال التركيب العلمي التجريبي للكيانات وعلاقاتها، عوضًا عن فهمها من خلال هذه الكيانات الملموسة في حدّ ذاتها. لا يُفسر مفهوم المادة مثلًا على أنه خاصية مطلقة للطبيعة في حدّ ذاته، بل عبر كيفية وصف العلاقات الرياضية ذات الأساس العلمي لكيفية تفاعل مفهوم المادة مع الخصائص الأخرى، سواءً كان ذلك وفق المعنى الواسع مثل حقول الجاذبية التي تنتجها الكتلة، أو وفق معنى تجريبي أكثر مثل كيفية تفاعل المادة مع الأنظمة الحسية في الجسم لتنتج إحساسات مثل الوزن. وتهدف إلى تضمين جميع الجوانب المهمة للنظرية التجريبية في إطارٍ رسميّ واحد. يؤيد نظرية النظريات (الميتا-نظرية) هذه كل من باس فان فراسين، وفريدريك سوب، وباتريك سوبس، ورونالد جيير، وجوزيف د. سنيد، وفولفغانغ شتيغمولر، وكارلوس يولسيس مولينز، وولفغانغ بالزر، وجون ورال، وإيلي جورج زهار، وبابلو لورنزانو، وأوتافيو بوينو، وأنجان تشاكرفارتي، وتيان يو تساو، وستيفن فرينش، ومايكل ريدهيد.
صاغ الفيلسوف غروفر ماكسويل مصطلح «الواقعية البنيوية» لأنواع الواقعية العلمية المختلفة المدفوعة بالحجج البنيوية في عام 1968. ميز الفيلسوف الواقعي البنيوي البريطاني جيمس ليديمان نوعين للواقعية البنيوية: معرفية ووجودية.

## الأنواع المختلفة

### الواقعية البنيوية المعرفية
يرتبط المفهوم الفلسفي للبنيوية (العلمية) بمفهوم الواقعية البنيوية المعرفية «إي إس آر». تبنى موقف «إي إس آر» كلًا من هينري بوانكاريه (1902) وبيرتراند راسل «1927» ورودولف كارناب «1928» بشكل مستقل أساسًا، وتبناه مجددًا جون ورال «1989»، الذي اقترح أن البنية تبقى نفسها مع تغير النظريات. جادل ورال على سبيل المثال، أن معادلات فرينسل تتضمن بنية معينة للضوء، وكذلك معادلات ماكسويل التي استبدلت معادلات فرينسل، حيث أن كلًا منهما يصفان الضوء على أنه اهتزازات. افترض فرينسل أن الاهتزازات تحصل في وسط ميكانيكي يسمى «الأثير»؛ بينما افترض ماكسويل أن الاهتزازات كانت في الحقلين الكهربائي والمغناطيسي. البنية في كلا الحالتين هي الاهتزازات وقد جرى الحفاظ عليها عندما حلّت معادلات ماكسويل مكان معادلات فرينسل. بسبب الاحتفاظ بالبنية، تتجنب الواقعية البنيوية الاستنباط التشاؤمي من جهة، ومن جهة أخرى فهي لا تجعل نجاح العلم يبدو معجزًا، إذ تقدم حجة بلا معجزات.

#### مسألة نيومان
تشير مسألة نيومان أو ما يسمى أيضًا «اعتراض نيومان» إلى ملاحظة نقدية على كتاب راسل تحليل المادة «1927» نشرها ماكس نيومان في عام 1928. جادل نيومان أن ادعاء «إي إس آر» أنه من الممكن فقط معرفة البنية المجردة للعالم الخارجي يهمش المعرفة العلمية. أسس حجته هو إدراك أنه «يمكن تنظيم أي مجموعة من الأشياء بحيث يكون لها بنية ما «دبليو»، بشرط وجود العدد الصحيح لها»، إذ تمثل «دبليو» بنيةً اعتباطيةً.

#### الرد على مشكلة نيومان
يدافع جون ورال «2000» عن نسخة من «إي إس آر» المدعومة جرى تقديمها أثناء إعادة بناء «جمل رامزي» للنظريات الفيزيائية (تهدف جملة رامزي إلى توضيح المقترحات التي تحوي مصطلحات نظرية لا يمكن ملاحظتها من خلال الاستعاضة عنها بمصطلحات يمكن ملاحظتها». يدّعي جون ورال وإيلي جورج زهار «2001» أن اعتراض نيومان لا ينطبق إلا في حالة عدم التمييز بين المصطلحات الملاحظة والنظرية.
يختلف نموذج رامزي للواقعية البنيوية المعرفية عن الواقعية البنيوية المنهجية المعرفية الراسلية «Russellian» ولا يتوافق معها (يكمن الفرق بينهما أن «إي إس آر» نموذج رامزي ملتزم معرفيًا بجمل رامزي، بينما تلتزم «إي إس آر» الراسلية معرفيًا بالبنى التجريدية، أي بفئات التماثل «الترتيب الثاني» الخاصة بالبنية القابلة للملاحظة للعالم، وليس بالبنية الفيزيائية ذاتها «الترتيب الأول»). يدّعي ايونيس فوتسيس «2004» أن «إي إس آر» الراسلية أيضًا منيعة ضد اعتراض نيومان: نسب نيومان بشكل خاطئ الادعاء المبسط «توجد علاقة مع بنية مجردة معينة» إلى «إي إس آر»، بينما تدعي «إي إس آر» ادعاءً غير مبسط حول وجود علاقة فيزيائية فريدة تُربط سببيًا بعلاقة فريدة قابلة للملاحظة، وكلتا العلاقتين متماثلتين.

#### نقد إضافي
ينوّه الواقعيّ العلمي التقليدي والناقد البارز للواقعية البنيوية ستاثيس بسيلوس «1999» أن «أفضل فهم للواقعية البنيوية هو أنها تفرض قيدًا معرفيًا حول ما يمكن معرفته وما يمكن للنظريات العلمية كشفه». يعتقد أيضًا أن «إي إس آر» تواجه عددًا من الاعتراضات التي لا يمكن التغلب عليها، يتضمن هذا أن التزام «إي إس آر» المعرفي الوحيد هو معادلات غير مفسرة تعتبر غير كافية لإنتاج التنبؤات وحدها، وأن فصل «البنية مقابل الطبيعة» الذي تنادي به «إي إس آر» لا يمكن أن يستمر.
يرد فوتسيس «2004» أن الواقعي البنيوي «يعترف بالمعادلات المفسرة، لكنه يحاول التمييز بين التفسيرات التي تربط المصطلحات بالملاحظة مع تلك غير المرتبطة بها»، ثم يستأنف فيما يخص وجهة نظر الراسلية أن «الطبيعة» تعني فقط الجزء غير المتماثل القابل للتحديد من الكيانات.
يدافع بسيلوس أيضًا عن النظرية المرجعية الوصفية السببية الخاصة بديفيد لويس (التي تعتبر المصطلحات النظرية المهجورة بعد تغيير نظرية ما بمثابة إشارة ناجحة «في النهاية»). ويدّعي أنها قادرة على التعامل بشكل كافٍ مع الاستمرارية المرجعية في التحولات المفاهيمية، والتي يتم خلالها التخلي عن المصطلحات النظرية، وبالتالي تصبح «إي إس آر» زائدة.
وردّ فوتسيس «2004» أن الواقعي العلمي لا يحتاج إلى ربط الحقيقة التقريبية لنظرية بالنجاح المرجعي. والجدير بالذكر، أن الواقعية البنيوية لم تملِ أي نظرية مرجعية معينة في البداية؛ لكن اقترح فوتسيس «2012» نظرية مرجعية بنيوية وتبعًا لها «يمكن للمصطلحات العلمية الإشارة إلى أشياء فردية، أي بنمط مصطلح تلو الآخر، ولكن يجب أن تُؤخذ العلاقات التي تمثلها هذه الأشياء بعين الاعتبار لتثبيت هذا المرجع».

### الواقعية البنيوية الوجودية
بينما تزعم «إي إس آر» أن بنية الواقع هي الوحيدة القابلة للمعرفة، تذهب الواقعية البنيوية الوجودية «أو إس آر» إلى أبعد من ذلك لتزعم أن البنية هو كل ما هنالك «الوجود». وفق وجهة النظر هذه، ليس للواقع «طبيعة» تكمن وراء بنيته الملحوظة، فالواقع بنيوي في الأساس، على الرغم من اختلاف بعض أنواع «أو إس آر» حول أي الجوانب البنيوية التي تعتبر أولية تحديدًا. تحفز الفيزياء الحديثة «أو إس آر» بشدة خاصة نظرية الحقل الكمومي، التي تقوض المفاهيم البديهية حول وجود أشياء محددة بخصائص ضمنية. يتبنى بعض علماء فيزياء الكم القدماء هذا التوجه، من ضمنهم هيرمان فايل «1931»، وارنست كاسيرر «1936»، وآرثر إدينغتون «1939». وقد أُطلق مؤخرًا على «أو إس آر» الإطار الأنطولوجي «الوجودي» الأكثر عصرية للفيزياء الحديثة.
يأخذ ماكس تيغمارك هذا المفهوم إلى ما هو أبعد من ذلك أيضًا ليضم فرضية الكون الرياضي، والتي تقترح أنه إذا كان كوننا مجرد بنية معينة، إذًا لن يكون حقيقيًا أكثر من أي بنية أخرى.

## تعريف البنية
في المنطق الرياضي، البنية الرياضية هو مفهوم قياسي، البنية الرياضية هي عبارة عن مجموعة من الكيانات المجردة والعلاقات فيما بينها. تشكل الأرقام الطبيعية تحت العمليات الحسابية بنيةً، مع علاقات مثل «قابلة للقسمة بالتساوي» و«أكبر من». تشمل العلاقة «أكبر من» هنا العنصر (3, 4) وليس العنصر (4, 3). تعد النقاط في الفضاء والأرقام الحقيقية بنية أخرى في نطاق الهندسة الإقليدية، مع علاقات مثل «المسافة بين النقطة P1 والنقطة P2 هي الرقم الحقيقي R1»؛ بشكل مكافئ، تشمل علاقة «المسافة» العناصر (P1,P2,R1). تشمل البنى الأخرى فضاء ريمان للنسبية العامة وفضاء هيلبرت لميكانيك الكم. لا تتمتع الكيانات في البنية الرياضية بأي وجود مستقل خارج مشاركتها في العلاقات. يُعتبر وصفا البنية متكافئين، ويصفان البنية الأساسية ذاتها، إذا وُجد تطابق بين الأوصاف يحافظ على جميع العلاقات.
يعزو العديد من مؤيدي الواقعية البنيوية بشكل رسمي أو غير رسمي «الخصائص» إلى الأشياء المجردة؛ يجادل البعض أنه يجب عوضًا عن هذا اعتبار الخصائص  «التي من الممكن ربما إقحامها في شكلية العلاقات» منفصلة عن العلاقات.

## البنى المقترحة
تنقسم المقترحات التقليدية في نظرية الحقل الكمومي «كيو إف تي» «البنية المعروفة الأساسية» إلى «تفسيرات الجسيمات» مثل إسناد الواقع إلى فضاء فوك للجسيمات، و«تفسيرات الحقل» مثل اعتبار أن دالة الموجة الكمومية تتطابق مع الواقع الأساسي. تسبب التفسيرات المتباينة لميكانيكا الكم تعقيدًا معتبرًا؛ ومن التعقيدات الأخرى الثانوية، كون كل من الجسيمات أو الحقول غير محلية بشكلٍ كامل في «كيو إف تي» القياسية. أما التعقيد الثالث والأقل وضوحًا، أن «التمثيلات غير المتكافئة وحديًا» متجذرة في «كيو إف تي»؛ على سبيل المثال، تُمثل الرقعة نفسها من الزمكان على أنها فراغ من قبل مراقب عطالي، ولكن على أنها مغطس حراري من قبل مراقب متسارع يلحظ إشعاع أونروه، وهذا يطرح السؤال الصعب حول ما إذا كانت بنية الفراغ أو بنية المغطس الحراري هي البنية الحقيقية، أو إذا ما كانت كلا البنيتين غير المتكافئين حقيقيتين بشكلٍ منفصل. مثال أخر، لا يتطلب تعقيدات الزمكان المنحني؛ يؤدي تحليل كسر التناظر في المغناطيسية الحديدية إلى فضاءات هيلبرت غير متكافئة. بشكل أعم، تؤدي درجات الحرية غير المحدودة الخاصة بـ«كيو إف تي» على نطاق أوسع إلى تمثيلات غير متكافئة في الحالة العامة.
يمنح العلماء عادةً في النسبية العامة وضع «البنية الأساسية» لهيكل الزمكان، وأحيانًا عبر موتره المتري.